# Vendetta (roman)
Pour les articles homonymes, voir Vendetta (homonymie).
Vendetta  (titre original : A Quiet Vendetta) est un roman policier de l'écrivain britannique R. J. Ellory publié en 2005.

## Résumé
La Nouvelle-Orléans, 2006.
La fille du gouverneur de Louisiane a été enlevée et son garde du corps assassiné. L'auteur des faits pose ses conditions avant de pouvoir donner des indications quant au lieu où se trouve la jeune fille. Il commence alors à se confronter à Ray Hartmann et à donner le récit de toute sa vie dans le milieu criminel.

## Éditions imprimées
Éditions britanniques en anglais
- (en) R. J. Ellory, A Quiet Vendetta, Londres, Orion Books, 18 août 2005, 453 p. (ISBN 978-0-7528-6060-2)Édition grand format.
- (en) R. J. Ellory, A Quiet Vendetta, Londres, Orion Books, 18 août 2005, 453 p. (ISBN 978-0-7528-6871-4)Édition au format de poche.

Éditions en français
- R. J. Ellory (trad. de l'anglais par Fabrice Pointeau), Vendetta [« A Quiet Vendetta »], Paris, Sonatine Éditions, 20 août 2009, 651 p. (ISBN 978-2-35584-016-6, BNF 42055374)
- R. J. Ellory (trad. de l'anglais par Fabrice Pointeau), Vendetta [« A Quiet Vendetta »], Paris, Librairie générale française, coll. « Le Livre de poche » (no 31952), 6 octobre 2010, 762 p. (ISBN 978-2-253-12526-6, BNF 42325891)

## Livre audio en français
- R. J. Ellory (trad. Fabrice Pointeau), Vendetta [« A Quiet Vendetta »], Paris, Audiolib, 17 février 2010 (ISBN 978-2-35641-209-6, BNF 42140454, présentation en ligne)Narrateur : Thierry Janssen ; support : 2 disques compacts audio MP3 ; durée : 22 h 7 min environ ; référence éditeur : Audiolib 25 0245 8. Il n'existe apparemment pas de livre audio en anglais.